# 2014年冬季奧林匹克運動會波蘭代表團
2014年冬季奧林匹克運動會波蘭代表團是波蘭派出的2014年冬季奧林匹克運動會代表團，共有59名運動員參加11個項目的賽事。

## 外部連結
- Poland at the 2014 Olympics（页面存档备份，存于）